# Laccophilus mexicanus
Laccophilus mexicanus är en skalbaggsart som beskrevs av Aubé 1838. Laccophilus mexicanus ingår i släktet Laccophilus och familjen dykare.

## Underarter
Arten delas in i följande underarter:
- L. m. mexicanus
- L. m. atristernalis
- L. m. oaxacensis